# Lidská mise na Mars

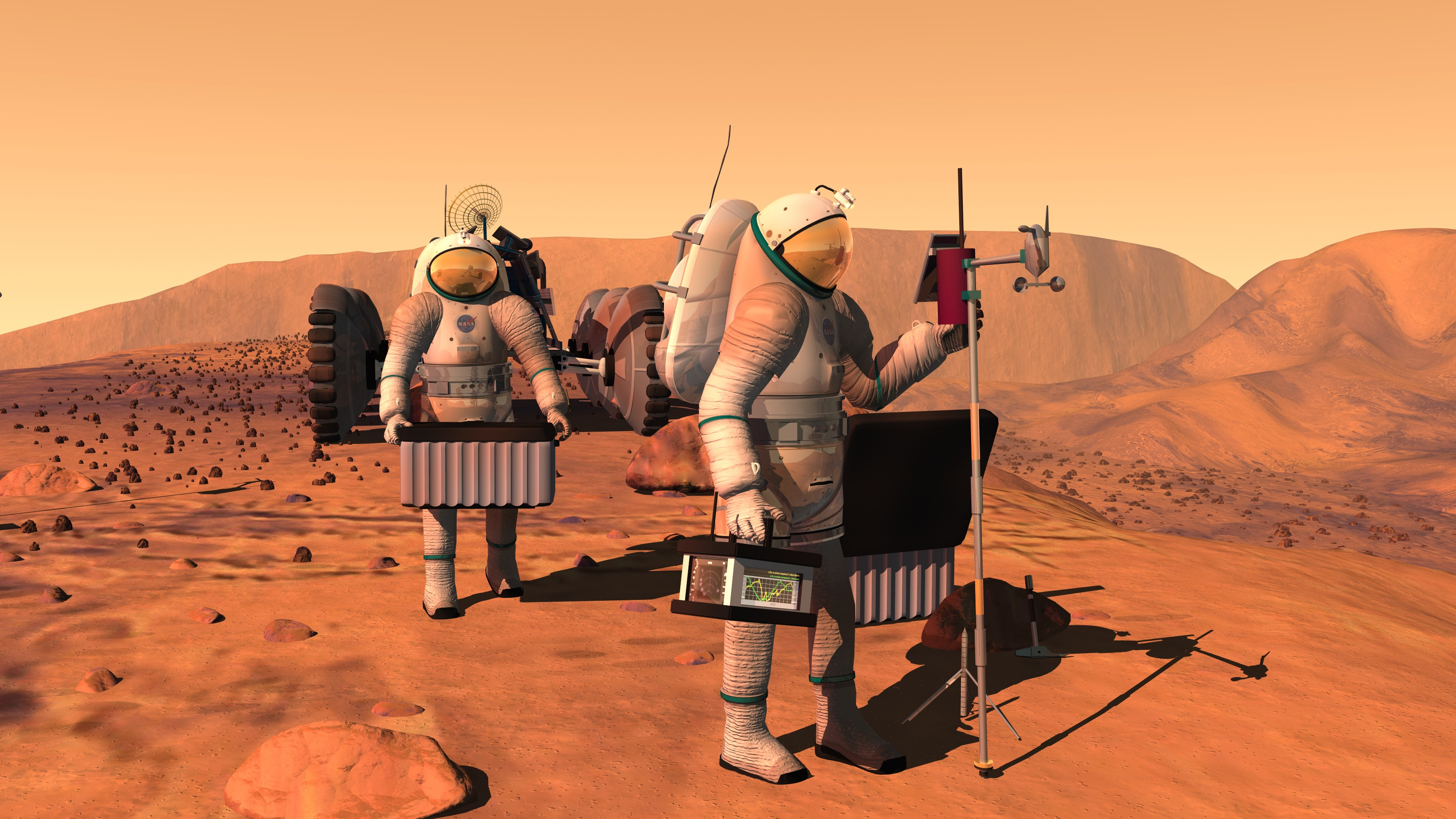
Představa prvních lidí na Marsu

Lidská mise na Mars je od 19. století jedním z častých motivů science fiction a od mise na Měsíc jednou z nejprestižnějších vědeckých výzev lidstva. Cílem je přistát na Marsu s lidskou posádkou a po krátkém pobytu se navrátit na Zemi. Hlavním cílem kromě prestiže je výzkum planety, dalšími potenciálními kroky může být osídlení nebo terraformace planety a další, trvalejší pobyty. Předpokládá se, že první člověk by na Mars mohl vkročit kolem roku 2030.

## Obtíže
Globální terraformace Marsu nebude možná díky nedostatku místních surovin. Pravděpodobnost úmrtí z ozáření bude u mise více než 3 %, což se považuje za nepřijatelné.

## Projekty cesty na Mars
Mise je deklarovaným vzdáleným cílem americké agentury NASA (program Orion), Evropské kosmické agentury (program Aurora) i ruského Roskosmosu. Od roku 2014 vznikají i konkrétní plány v Číně a Indii ve spolupráci s USA.
Mezi rozpracované projekty lidské mise na Mars patří projekt Meziplanetárního dopravního systému společnosti SpaceX.
Neúspěšně se o lidskou misi pokusila i organizace Mars One, jejímž cílem bylo vytvoření stálé lidské kolonie na Marsu v roce 2027.